# Johnkellyara
× Johnkellyara (abreviado Jkl) es un híbrido intergenérico entre los géneros de orquídeas Brassia × Leochilus × Oncidium. Fue publicado en Orchid Rev. 91(1078, cppo): 12 (1983).